# La Aurora Olotense
La Aurora Olotense va ser la primera publicació periòdica publicada a Olot. El primer número es va publicar el 6 de gener de 1859, amb subtítol de "Noticiero Universal". Tenia una periodicitat bisetmanal i va tenir una durada de trenta-quatre números, fins al primer de maig del mateix any. La publicació tenia unes dimensions de 22 x 32 cm.

## Història
Va ser impulsada per Teodor de Mena Zamora, un jove mataroní establert a Olot, que es convertí en el primer periodista local. De Mena també va arribar a escriure algunes peces teatrals. Entre els col·laboradors de la revista s'hi trobaven Pau Estorch, Benet Torà i Esteve Paluzie.
Inicialment, la revista s'estampava a la Impremta de la família Doutrem i posteriorment a la de Joaquim Antiga. Després de 34 números, la publicació no va continuar, però el seu impulsor va crear una nova publicació, El Faro de la Montaña, que es publicaria durant la segona meitat de 1859.
El 1914, durant les Festes del Tura d'Olot, es va organitzar una exposició bibliogràfica sobre els inicis de la premsa olotina, on es van poder veure alguns exemplars de La Aurora Olotense i El Faro de la Montaña. Per poder realitzar-la, la comissió encarregada va demanar als “bons olotins” perquè donessin o dipositessin els títols que hi mancaven. Fins i tot es va publicar un catàleg, del qual es van imprimir mil còpies i es van vendre 42, segons explicà el llavors secretari de la biblioteca, Joaquim Danés i Torras.
El 1999 la Biblioteca Marià Vayreda d'Olot va digitalitzar en microfitxes una col·lecció de la publicació, que permetia consultar-ho sense manipular els originals. A partir del 2005 es va començar a digitalitzar els originals, i actualment estan disponibles en línia al servei Regira de la Diputació de Girona.